# Alcedo (sopka)
Alcedo je štítová sopka nacházející se v centrální části ostrova Isabela, patřícího do ekvádorského souostroví Galapágy. Sopka se odlišuje od zbývajících pěti vulkanických center na ostrově petrologickým a chemickým složením svých láv - na rozdíl od čedičů, které produkují ostatní sopky, Alcedo, zejména v minulosti, eruptovala i ryolity a ryolitové tufy. (vrstvy ryolitových tefer, pocházejí z pleistocénu).
V současnosti jsou svahy vulkánu z velké většiny porostlé vegetací, ale dno kaldery je pokryto mladými lávovými proudy a je zde silná hydrotermální činnost.